# Alejandro Tejería
Alejandro Tejería (Cabezón de la Sal, Cantabria; 1984) es un actor español de cine, teatro y televisión. Es conocido por su participación en dos cortometrajes nominados a los Premios Óscar: 7:35 de la mañana y Éramos pocos, así como en el largometraje Balada triste de trompeta y programas de televisión de humor como Vaya semanita.

## Filmografía
Es amigo desde la infancia de Nacho Vigalondo (siendo ambos de Cabezón), y ha colaborado con él en varios proyectos. Sus largometrajes y cortos como actor incluyen:
- Código 7 (2002) (corto)
- Pornografía (2003) (corto)
- 7:35 de la mañana (2003) (corto) - dirigido por Nacho Vigalondo, nominado al Óscar por mejor cortometraje en 2004
- The Birthday (2004)
- Domingo (2005)
- Huida a toca teja (2005)
- El síndrome de Svensson (2006)
- Éramos pocos (2005) (corto) - dirigido por Borja Cobeaga, nominado al Óscar por mejor cortometraje en 2006
- Limoncello (2007) (corto)
- Enarmonía (2009) (corto)
- Balada triste de trompeta (2010)
- Hazte amigo de las gordas (2010) (corto)
- Casting (2011)
- Democracia (2013) (corto)
- Negociador (2014)
- Rey Gitano (2015)
- Rendezvous (2016)

## Series de televisión
De su trabajo en televisión destaca el papel de actor en sketches de las series Vaya semanita (El Pelanas, la Cuadrilla), Made in China y Sabías a lo que venías, y su papel como protagonista en Impares. Programas de televisión como actor:
- Campus (2000)
- Vaya semanita (2003-2005): Dos temporadas, reportero y sketches
- Made in China (2005-2006): Salto a la televisión nacional con el equipo de Vaya semanita,[12] cancelado por baja audiencia.[13]
- Territorio Champiñón (2006)
- Las aventuras galácticas de Jaime de Funes y Arancha (2007)
- Sabías a lo que venías (2007)
- Aída (2008)
- Qué vida más triste (2009)
- Águila Roja (2009)
- Impares Premium (2010)
- Impares (2010) - Papel protagonista
- Museo Coconut (2011)
- Stamos okupa2 (2012)
- Balas perdidas (2013)
- Jauría Nick (2015)

## Teatro
Participó en 2008 en el Festival de teatro clásico de Mérida junto a Pepe Viyuela en la obra Miles gloriosus.